# Aeroportul Kermanshah
Aeroportul Kermanshah (IATA: KSH, ICAO: OICC) este un aeroport din Kermanshah, Central District⁠(d), Shahrestānul Kermanshah, Kermanshah, Iran ce deservește zona Kermanshah. Aeroportul a fost tranzitat în 2019 de 567.393 de pasageri. A fost deschis în 1995.
Situat la o altitudine de 1.310 m, aeroportul dispune de o singură pistă.